# اودل، بدفوردشر
اودل (به انگلیسی: Odell) یک روستا و محله مدنی در بریتانیا است که در Bedford واقع شده‌است. اودل ۲۸۷ نفر جمعیت دارد.